# オリンピックのマラヤ連邦選手団
オリンピックのマラヤ連邦選手団は、マラヤ連邦のオリンピック選手団。マラヤ連邦は1948年、マレー半島南部・ペナン島・ムラカで構成成立したイギリス保護領で、1957年にはイギリス連邦の一員として独立を果たした。1963年にマラヤ連邦はサバ・サラワク・シンガポールと共に新たにマレーシアを結成し、マラヤ連邦は消滅した。オリンピックには保護領時代の1956年メルボルンオリンピック、独立後の1960年ローマオリンピックの2大会に参加した。

## 概要
1956年メルボルンオリンピックと1960年ローマオリンピックに参加したもののメダル獲得には至らず、冬季オリンピックへの参加はなかった。

## メダル獲得数一覧

### 夏季オリンピック
| 大会名          | 金 | 銀 | 銅 | 計 |
| 1956 メルボルン | 0  | 0  | 0  | 0  |
| 1960 ローマ     | 0  | 0  | 0  | 0  |
| 合計            | 0  | 0  | 0  | 0  |